# Гелікон (гора)
Геліко́н (дав.-гр. Ἑλικών, грец. Ελικώνας) — гора у Греції, на півдні Беотії. Складова Геліконських гір, розташованих між колишнім озером Копаїс та Коринтською затокою. Висота — 1748 м. Одна зі священних вершин у давньогрецькій міфології, місце проживання муз. Оспівана у «Теогонії» Гесіода, багатьох інших творах античної та світової літератури. Згідно з Павсанієм — найплодючіша гора Стародавньої Греції. До ІІІ ст. на східному схилі гори існував храм муз. Назва в часи османського панування — Забора.

## Міфологія
Геліокон був присвячений Аполлонові і вважався оселею муз, яких інколи називали геліконідами. Вони оселилися з Аполлоном на вершині гори; там у гаї стояв присвячений їм храм. Схили гори були прикрашені мармуровими та бронзовими статуями богів. Щороку в гаї на Г. влаштовували свята на честь муз та Аполлона, під час яких давали нагороди переможцям у музиці, поезії та гімнастиці. Тут лунав спів Орфея. На Г. струменіли численні джерела, з-поміж яких найвідоміші Гіппокрена й Термес.
У переносному значенні Г. — місце поетичного натхнення.
Пісню свою почнемо ми від муз геліконських, що мають

На Геліконі житло, на великій горі божественній,

Попри блакитну криницю своїми стрункими ногами

Довкола вівтаря Зевса могутнього танці виводять,

Гарні скупавши тіла у холодних Термесових хвилях

Або в воді Гіпокрени, чи в хвилях святого Ольмея.

Аж на вершок Гелікону виводять свої хороводи,

Гарні, чарівні, дрібцюючи ніжними мірно ногами.

Відси, окутані млою густою, вони вилітають,

Поночі понад землею виводять прегарнії співи.
Гесіод. Теогонія. Вірші 1-10.

## Річки та джерела
- Аганіппа
- Гіппокрена
- Ольмей
- Пермес (Термес)

## Цікаві факти
- У XVIII столітті «сонцесяйним Геліконом» називали Києво-Могилянську академію її вихованці[2].